# 폴리에스터 (영화)
《폴리에스터》(영어: Polyester)는 1981년 개봉한 미국의 블랙 코미디 영화이다. 존 워터스가 감독과 각본을 맡았다.

## 출연

### 주연
- 디바인
- 텁 헌터

### 조연
- 에디스 마시
- 데이빗 샘슨
- 메리 갈링톤
- 켄 킹
- 민크 스톨
- 조니 루스 화이트
- 한스 크람
- 마이클 왓슨
- 진 힐
- 짐 힐
- 메리 비비안 피어스
- 섀런 니스프
- 쿠키 뮬러
- 마리나 멜린
- 수잔 로우
- 조지 스토버
- 조지 피그스
- 레오 브로디
- 브룩 이튼
- 존 알렌
- 록키 콜린스
- 제이 레노
- 찰스 로게로

## 기타
- 라인프로듀서: 로버트 마이어
- 협력프로듀서: 사라 리셔
- 세트: 베스 쉘던
- 의상: 밴 스미스
- 배역: 팻 모란